# 금오산아 잘있거라
《금오산아 잘있거라》는 대한민국의 대통령 박정희가 작사하고 박시춘이 작곡하고 박재홍이 부른 노래이다. 

## 가사

### 1절
황파에 시달리는 삼천만 우리동포
언제나 구름 개이고 태양이 빛나리
천추에 한이 되는 조국질서 못 잡으면
선혈 바쳐 넋이 되어 통곡하리라

### 2절
영남에솟은 영봉 금오산아 잘있거라
세번째 못이룬 성공이룰 날 있으리라
대장부 일편단심 흥국일념 소원성취
못하오면 돌아오지 아니하리라

### 합창
이나라 이겨레를 지키는 큰 별이여
님께서 일어선 새벽 태양은 빛났소
무궁화 다시피고 금수강산 겨레들이
복 되는날 영광이여 영원하리라

## 원본 메모
해당 곡의 가사는 박정희가 1961년 5월 경북 구미시의 금오산 상공을 비행기로 지나면서 남긴 다음의 메모에 기초한다.

국민에게
황파에 시달리는 삼천만 우리동포
언제나 구름 게이고 태양이 빛나리
천추에 한이 되는 조국질서 못잡으면
내민족앞에 선혈바쳐
충혈원혼(充血寃魂) 되겠노라.
향토선배에게
영남에 솟은 영봉 금오산아 잘있거라
삼차걸쳐 성공못한 흥국일념 (興國一念) 박정희는
일편단심 굳은결의 소원성취 못하오면
쾌도할복(快刀割腹) 맹세하고 일거귀향 못하리라.
- 박정희 -